# Гексабромоплатинат(IV) бария
Гексабромоплатинат(IV) бария — неорганическое соединение, 
комплексный бромид бария и платины
с формулой Ba[PtBr6],
кристаллы,
образует кристаллогидраты.

## Физические свойства
Гексабромоплатинат(IV) бария образует кристаллы.
Образует кристаллогидрат состава Ba[PtBr6]•10H2O.
Хорошо растворяется в воде
.